# Tribuna de La Habana
Tribuna de La Habana è un quotidiano cubano.
È pubblicato in lingua spagnola e ha sede nella città de L'Avana.